# Olympia (Parijs)
Het Olympia is een concertzaal gelegen in de boulevard des Capucines 28 in het 9e arrondissement van Parijs. Het is de oudste concertzaal van Parijs, met een capaciteit van 1.772 tot maximaal 1.996 bezoekers.

## Geschiedenis
Het Olympia werd gesticht in 1888 door Josep Oller, de stichter van de Moulin Rouge.
In 1889 noemde men het nog de Montagnes Russes, maar het Olympia kreeg al snel zijn huidige naam.
De façade met de grote herkenbare rode letters dateert van 1893. De zaal werd ingewijd door de beroemde zangeres La Goulue en vele bekendheden volgden haar voorbeeld: Mistinguett, Marie Dubas, Fréhel, Yvonne George, Joséphine Baker, Damia, en Yvonne Printemps.
Er werd niet enkel muziek gespeeld, maar ook circussen traden er op, en er werden balletten en operettes opgevoerd. Na de grote tijden die het Olympia kende, kocht de oprichter van de Grand Rex, Jacques Haik, de volledige zaal. Hij verbouwde de zaal naar de tijd van Joseph Oller. Tussen 1930 en 1987 was de zaal een cinema en concertzaal onder de naam "Olympia Theatre Jacques Haïk".
In 1954 financierde de SATO, een organisatie opgericht door Jacques Haïk, een modern geluidssysteem en engageerde Bruno Coquatrix als directeur. Coquatrix was tevens ook eigenaar gedurende deze periode.
Veertig jaar later werd het Olympia bedreigd met afbraak. Maar Jack Lang, de toenmalige minister van cultuur, bestempelde het Olympia als nationaal erfgoed. De volgende twee jaren werden tijd noch moeite gespaard in het herinrichten van de zaal in zijn originele staat. In 1993 werd het gebouw een beschermd monument en in 2001 werd de zaal verkocht aan Vivendi Universal.

## Optredens
De zaal mocht reeds heel grote optredens en bekende artiesten ontvangen, onder wie Fairuz, meerdere Franse nationale voorselecties voor het Eurovisiesongfestival, Nicole Rieu, Charles Aznavour, Joe Dassin, Michèle Torr, Ghinzu, Nana Mouskouri.
Enkele bijzondere optredens zijn het afscheidsoptreden van Guy Béart in 2010, het optreden van Cesária Évora (opgenomen op  Live à L'Olympia in 1996) en het optreden van Jacques Brel (opgenomen op Enregistrement Public à l'Olympia) in 1961.
Het is ook de plaats waar Édith Piaf bekendheid bereikte en waar zij slechts een paar maanden vóór haar dood nog een van haar meest gedenkwaardige concerten gaf.
Een ander bijzonder optreden was dat van de band Eagles of Death Metal. Zij traden tijdens de aanslagen in Parijs op 13 november 2015 op in de Bataclan toen de terroristen binnendrongen en een bloedbad aanrichtten. Op 17 februari 2016 gaf de band, die de aanslagen zelf heeft overleefd in deze zaal een vervangend concert voor de overlevenden en de nabestaanden van de slachtoffers in Parijs. Deze zaal verving hierbij de Bataclan die op dat moment werd gerenoveerd.

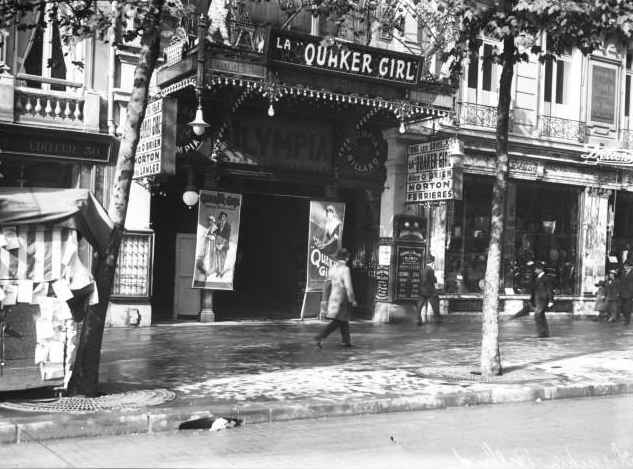
Olympia in 1913
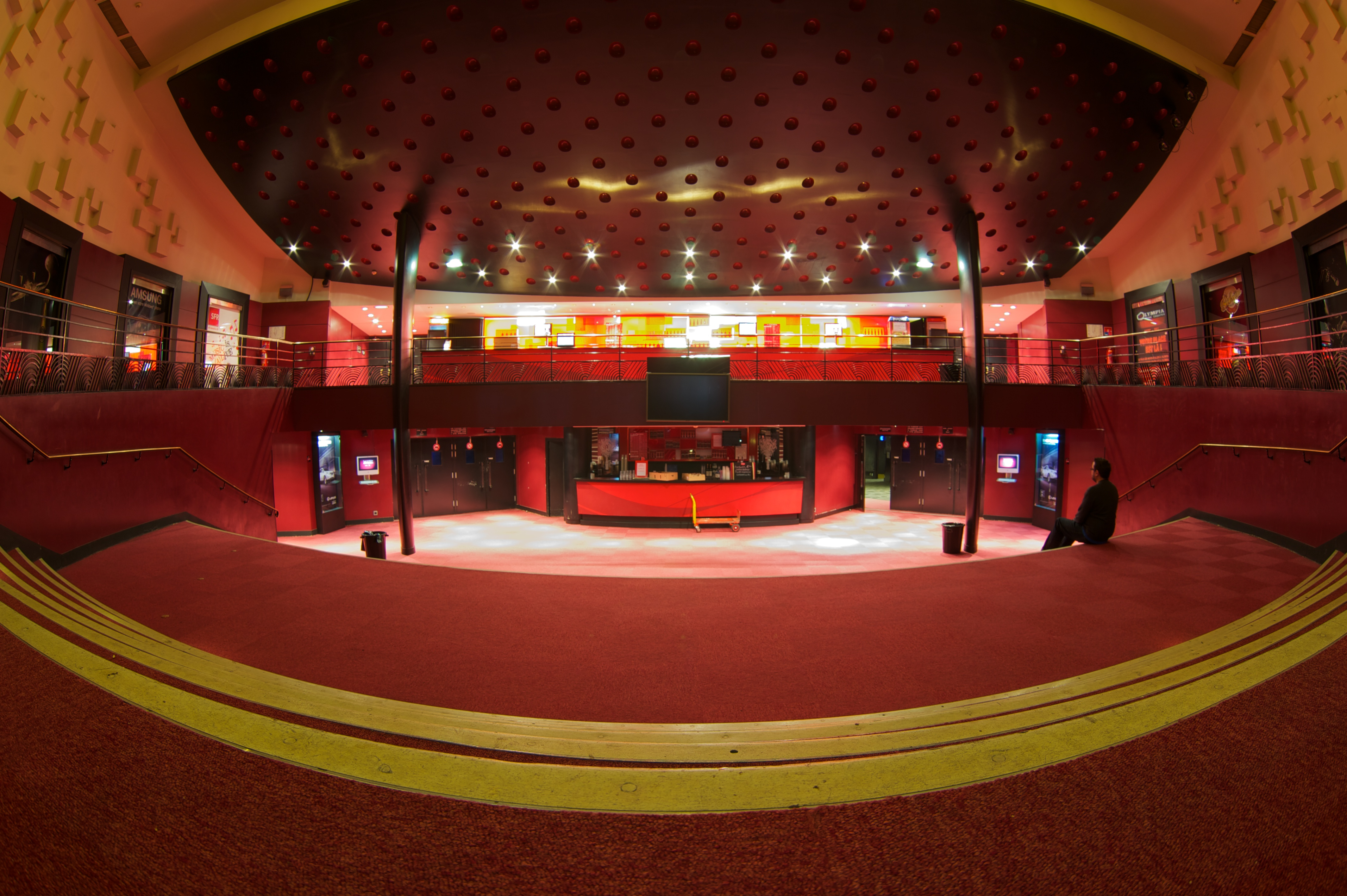
Lobby van Olympia